# Авда (посёлок)
Авда — посёлок в Уярском районе Красноярского края, административный центр Авдинского сельсовета.

## География
Находится в восточной части района примерно на расстоянии 19 километров по прямой на восток-юго-восток от районного центра — города Уяр.

## Климат
Климат резко континентальный. Среднемесячная температура воздуха июля составляет +19 °C, а самого холодного месяца — января −16 °C. Средняя продолжительность безморозного периода — 120 дней, с температурой +10 °C — 114 дней, средняя дата последнего заморозка — весной 22 июня, первого, осенью — 20 сентября. Продолжительность безморозного периода 95-116 дней. Годовая сумма осадков составляет до 430—680 см, причём большая часть их выпадает в тёплый период года.

## История
Посёлок возник ориентировочно в 1930-е годы как участок на пути пересыла скота, в котором также имелось зерновое хозяйство. В 1940-х годах участок преобразован в подсобное хозяйство Уярского мясокомбината, которое позднее было преобразовано в Уярский откормочный совхоз, в период существования которого произошло масштабное развитие посёлка. С 1974 года совхоз назывался уже Авдинским и существовал до 1992, после чего правопреемником хозяйства стало АО «Авдинское».

## Население
Постоянное население составляло 481 человек в 2002 году (93 % русские), 411 — в 2010.